# Златнар, Дамьян
Дамьян Златнар (серб. Дамјан Златнар, 16 декабря 1977, Любляна) — словенский и сербский спортсмен, выступавший за Словению в лёгкой атлетике и за Сербию в бобслее. C 1999 года на профессиональном уровне соревновался в беге на 110 м с барьерами, но в 2009-м сменил гражданство и перешёл в бобслей. Участник двух летних Олимпийских игр, неоднократный победитель национальных первенств.

## Биография
Дамьян Златнар родился 16 декабря 1977 года в городе Любляна. Ещё в школьном возрасте увлёкся спортом, присоединился к местному легкоатлетическому клубу и начал активно заниматься бегом на спринтерские дистанции. Успех пришёл к нему в 1999 году, когда он стал чемпионом национального первенства и впервые съездил на взрослый чемпионат мира в помещении, а два года спустя дебютировал на чемпионате мира в канадском Эдмонтоне. Благодаря череде удачных выступлений удостоился права защищать честь страны на летних Олимпийских играх 2004 года в Афинах, ставил себе задачу пробиться в финал, однако не смог пройти дальше первого раунда.
В следующих сезонах Златнар продолжил выступать на высоком уровне, в 2007 году побывал на мировом и европейском первенствах, кроме того, в июне на стадионе в Ново-Место установил в беге с барьерами свой личный рекорд — 13,56 секунды. Выбившись в лидеры словенской легкоатлетической сборной, в 2008 году ездил на Олимпийские игры в Пекин, но, как и прежде, вынужден был завершить выступление уже после первого раунда. В 2009 году ещё поучаствовал в нескольких незначительных стартах, тем не менее, из-за высокой конкуренции и проблем со здоровьем принял решение завершить карьеру легкоатлета.
Не сумев в полной мере проявить себя в беге с барьерами, в ноябре 2009 года Дамьян Златнар решил сменить гражданство и в качестве разгоняющего присоединиться к сербской национальной команде по бобслею. Тогда же дебютировал в Кубке Европы, на этапе в австрийском Иглсе в составе двухместного экипажа Вука Радженовича финишировал четырнадцатым. В следующем сезоне немного улучшил свои результаты, например, на декабрьском этапе европейского кубка в немецком Винтерберге с четвёркой остановился в шаге от призовых позиций, приехав к финишу пятым. В 2011 году впервые поучаствовал в заездах чемпионата мира, на трассе в Кёнигсзее в зачёте четырёхместных экипажей их команда расположилась на двадцать четвёртой строке. Год спустя Златнар дебютировал в Кубке мира, на этапе в Иглсе был двадцать третьим, в то время как на мировом первенстве в американском Лейк-Плэсиде занял с двойкой двадцать пятое место. В сезоне 2012/13 остаётся ведущим разгоняющим сербской сборной, финишировал двадцать седьмым на чемпионате мира в швейцарском Санкт-Морице.